# Tomer Dotan-Dreyfus

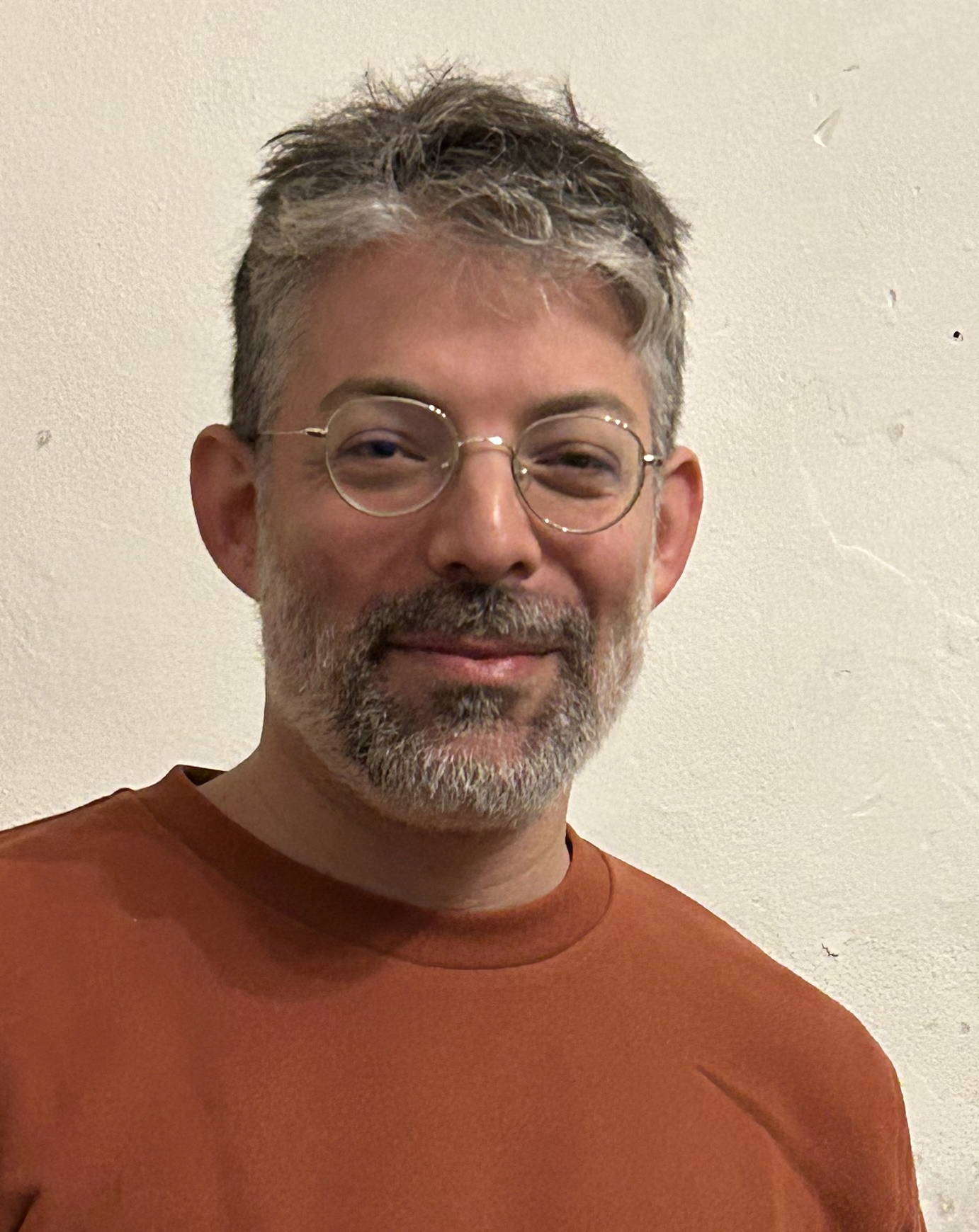
Tomer Dotan-Dreyfus, 2025.

Tomer Dotan-Dreyfus (hebräisch תומר דותן דרייפוס; * 1987 in Haifa, auch Tomer Dreyfus) ist ein israelischer Schriftsteller und Übersetzer, der auf Hebräisch und Deutsch schreibt und seit 2010 in Berlin lebt.

## Leben
Dotan-Dreyfus studierte nach seinem Militärdienst in Israel Philosophie und Komparatistik am Peter Szondi-Institut der Freien Universität Berlin, in Wien und Paris. Er schloss mit Bachelor und Master ab. Er lebt in Berlin und hat eine Tochter.
Er schreibt sowohl in hebräischer als auch in deutscher Sprache und übersetzt deutsche Literatur ins Hebräische. Lyrik veröffentlichte er unter anderem in der Anthologie „Was es bedeuten soll“ und in der Wiener Zeitschrift Triëdere. Er wurde für das Übersetzerprogramm Jewish Writers in Translation 2021 der Jewish Book Week in London als Autor aus Deutschland ausgewählt. Im September 2021 nahm er an dem Meridian Czernowitz International Poetry Festival in der Ukraine teil. 2022 erschien sein Essay-Band Meine Forschung zum O.
Für die Arbeit an seinem Roman Birobidschan, der nach der gleichnamigen Hauptstadt der Jüdischen Autonomen Oblast in Russland benannt ist, erhielt er 2020 ein einjähriges Stipendium des Berliner Senats. Er war fasziniert davon, dass es einen Ort gibt, an dem Jiddisch bis heute Amtssprache ist. Das Gebiet bereiste Dotan-Dreyfus nach eigenen Angaben nicht selbst. Der Roman erschien im Frühjahr 2023, stand auf der Longlist für den Deutschen Buchpreis 2023 und erhielt den Bloggerpreis für Literatur als bester Debütroman 2023. Neben den Auszeichnungen, die Dotan-Dreyfus für den Roman Birobidschan erhielt, wurde der Roman in der Frankfurter Allgemeinen Zeitung, in Die Zeit und im Deutschlandfunk Kultur besprochen. Dort wird ihm Einfallsreichtum, ein am Lyrischen geschulter Tonfall und jüdischer Witz bescheinigt. Der Roman setze Mittel des magischen Realismus ein.
2024 erhielt Dotan-Dreyfus als erster Schriftsteller das Turmstipendium in Sulzbach-Rosenberg.

## Positionen zum Nahostkonflikt
Dotan-Dreyfus bezeichnet sich selbst als linken Israeli und schrieb Artikel für die Berliner Zeitung und die Süddeutsche Zeitung, in denen er seine Position zum Staat Israel darlegt.
Er ist ein Kritiker der auf Juden fokussierten Politik verschiedener israelischer Regierungen, die dabei den Blick für Menschen verloren hätten. 2022 spielte er mit dem Gedanken, die israelische Staatsbürgerschaft aufzugeben. Er begründete dies damit, dass Israels Regierung nach dem russischen Überfall auf die Ukraine 2022 nur jüdische Flüchtlinge aufgenommen habe, um die Prozentzahl der Bürger jüdischen Glaubens in Israel zu erhöhen. Er kritisiert, der israelische Außenminister habe sich unter dem Vorwand, im Ukrainekonflikt vermitteln zu wollen, mit dem russischen Präsidenten Putin getroffen, um kurz darauf Bombardierungen in Syrien aufzunehmen.
Unmittelbar nach dem Terrorangriff der Hamas auf Israel am 7. Oktober 2023 stellte er fassungslos fest, dass Israel für die Juden kein sicherer Hafen mehr sei, in den sie sich in größter Not zurückziehen können. Immer wieder war ihm im Vorfeld unterstellt worden, Antizionist zu sein. Er selbst weist dies von sich. Er betont, dass die Hamas keine antikoloniale, sondern eine islamistische und menschenverachtende Organisation sei. Später kritisierte er die israelische Regierung dahingehend, dass der Schwerpunkt der israelischen Aktivitäten im Krieg in Israel und Gaza nicht auf Bombardements, sondern auf der Befreiung der Geiseln liegen sollte.

## Veröffentlichungen (Auswahl)
- Was es bedeuten soll. Neue hebräische Dichtung in Deutschland. parasitenpresse, Köln 2019, ISBN 978-3-947676-49-1.

- Meine Forschung zum O. Ein literaturwissenschaftlich-philosophisch-theologischer Versuch, Sprache zu verlernen. Gans Verlag, Berlin 2022, ISBN 978-3-946392-28-6.
- Birobidschan. Verlag Voland & Quist, Berlin / Dresden 2023, ISBN 978-3-86391-347-2.